# Stirogaster
Stirogaster is een geslacht van wantsen uit de familie van de Reduviidae (Roofwantsen). Het geslacht werd voor het eerst wetenschappelijk beschreven door Jakovlev in 1874.

## Soorten
Het genus bevat de volgende soorten:

- Stirogaster ahriman Rédei, 2005
- Stirogaster balachowskyi (Dispons & Villiers, 1967)
- Stirogaster carayoni Moulet, 2005
- Stirogaster desertorum Horváth, 1913
- Stirogaster fausti Jakovlev, 1874
- Stirogaster hanifa Linnavuori, 1986
- Stirogaster kmenti Moulet, 2010
- Stirogaster laticeps Linnavuori, 1964
- Stirogaster pericarti Moulet, 2009
- Stirogaster pilosa Linnavuori, 1986
- Stirogaster ruttledgei Miller, 1952
- Stirogaster uvarovi China, 1934